# Musicals
Die Zeitschrift musicals – Das Musicalmagazin erschien seit 1986 in München. Gegründet wurde sie von Gerhard Knopf und Klaus-Dieter Kräft als erste deutschsprachige Musical-Fachzeitschrift.
Der ursprüngliche Titel war bis einschließlich 1991 Das Musical. Das Magazin beschäftigte ca. 20 freie Mitarbeiter, erschien alle zwei Monate und war im Zeitschriftenhandel oder im Abonnement erhältlich.
Die letzte Ausgabe ist im Dezember 2023 erschienen, nach 38 Jahren wurde das Magazin eingestellt.

## Themen
Die Zeitschrift bot ausführliche Rezensionen aller neuen Musical-Produktionen am Broadway und im West End, sowie Besprechungen wichtiger Musical-Premieren in Deutschland, Österreich, der Schweiz und den Niederlanden. Daneben präsentierte das Magazin zahlreiche Interviews mit Darstellern, Intendanten und Regisseuren sowie Besprechungen von Musical-CDs und detaillierte Spielplan-Terminübersichten.